# BCL3
BCL3 (de sus siglas en inglés "B-cell lymphoma 3-encoded protein") es una proteína codificada en humanos por el gen BCL3.
El gen BCL3 es un candidato a ser proto-oncogén. Se caracteriza por haber sido identificado debido a su traslocación en el locus del gen la inmunoglobulina alfa en ciertos casos de leucemia de células B. La proteína BCL3 contiene siete repeticiones de anquirina, las cuales se encuentran muy relacionadas con las repeticiones halladas en las proteínas IκBα. Esta proteína actúa como un coactivador transcripcional que se activa mediante su asociación con homodímeros de la proteína NF-κB. La expresión de este gen puede ser inducida por NF-κB, el cual forma parte de un circuito de regulación que controla la residencia nuclear de NF-κB.

## Interacciones
La proteína BCL3 ha demostrado ser capaz de interaccionar con:
- PPARG[4]
- Pirina[5]
- NFKB2[6][7]
- HTATIP[5]
- NFKB1[6][8][9]
- BARD1[5]
- EP300[10]
- COPS5[5]
- c-Jun[10]
- Receptor X retinoide alfa[11]
- c-Fos[10]

## Implicaciones patológicas
Las variaciones genéticas en el gen BCL3  se han asociado con el desarrollo de Alzheimer esporádico o de inicio tardío (LOAD) y de leucemia linfocítica crónica. La acumulación del péptido β-amiloide en las neuronas de pacientes con Alzheimer produce la activación de NF-κB, que induce la expresión de BCL3. Se ha observado un aumento en la expresión de este gen en el cerebro de los pacientes con LOAD.